# Linus Hallström
Mats Linus Hallström, född 3 augusti 1995 i Karlskoga, är en svensk före detta röstskådespelare. Han är mest känd för att ha gjort den svenska rösten till kängurupojken Ru i Nalle Puh-serien, samt även till Kenneth "Kenny" Murtaugh (son till Eugene Levys karaktär Jimmy Murtaugh), i komedifilmen Fullt hus igen.

## Filmografi
- 2003 – Nasses stora film – Ru
- 2004 – Nalle Puh – Vårkul med Ru – Ru
- 2004 – Kalle Anka och hans vänner önskar God Jul – Ru (inslag från Puhs film om Heffaklumpen)
- 2005 – Puhs film om Heffaklumpen – Ru
- 2005 – Madagaskar – Övriga röster
- 2005 – Puhs Heffaklump Halloween – Ru
- 2005 – Fullt hus igen – Kenneth "Kenny" Murtaugh
- 2007 – Mina vänner Tiger och Nalle Puh (TV-serie) – Ru
- 2007 – Mina vänner Tiger och Nalle Puh – Superdeckarnas julfilm – Ru (TV-film)